# George Butt
Pour les articles homonymes, voir Butt.
George Butt, né le 26 décembre 1741 à Lichfield et mort le 30 septembre 1795 à Stanford-on-Teme, est un enseignant, poète et ecclésiastique britannique. Il est également aumônier de George III. Il a eu trois enfants avec sa femme Martha, dont Mary Martha Sherwood, qui est une figure majeure de la littérature d'enfance et de jeunesse britannique,.
À partir de 1762, Butt publie régulièrement des poèmes et sermons. Ses poèmes étaient mal vus par les critiques et le livre sur lequel il travaillait peu de temps avant sa mort, The Spanish Daughter, est achevé et publié par sa fille aînée en 1824. Le livre n'obtient guère d'avis favorables de la part des critiques.